# Оборонная улица (Луганск)
Оборонная улица — одна из главных улиц Луганска, одна из основных транспортных осей города. Нумерация домов начинается от ул. Советской. Заканчивается возле Острой Могилы.

## Исторический обзор

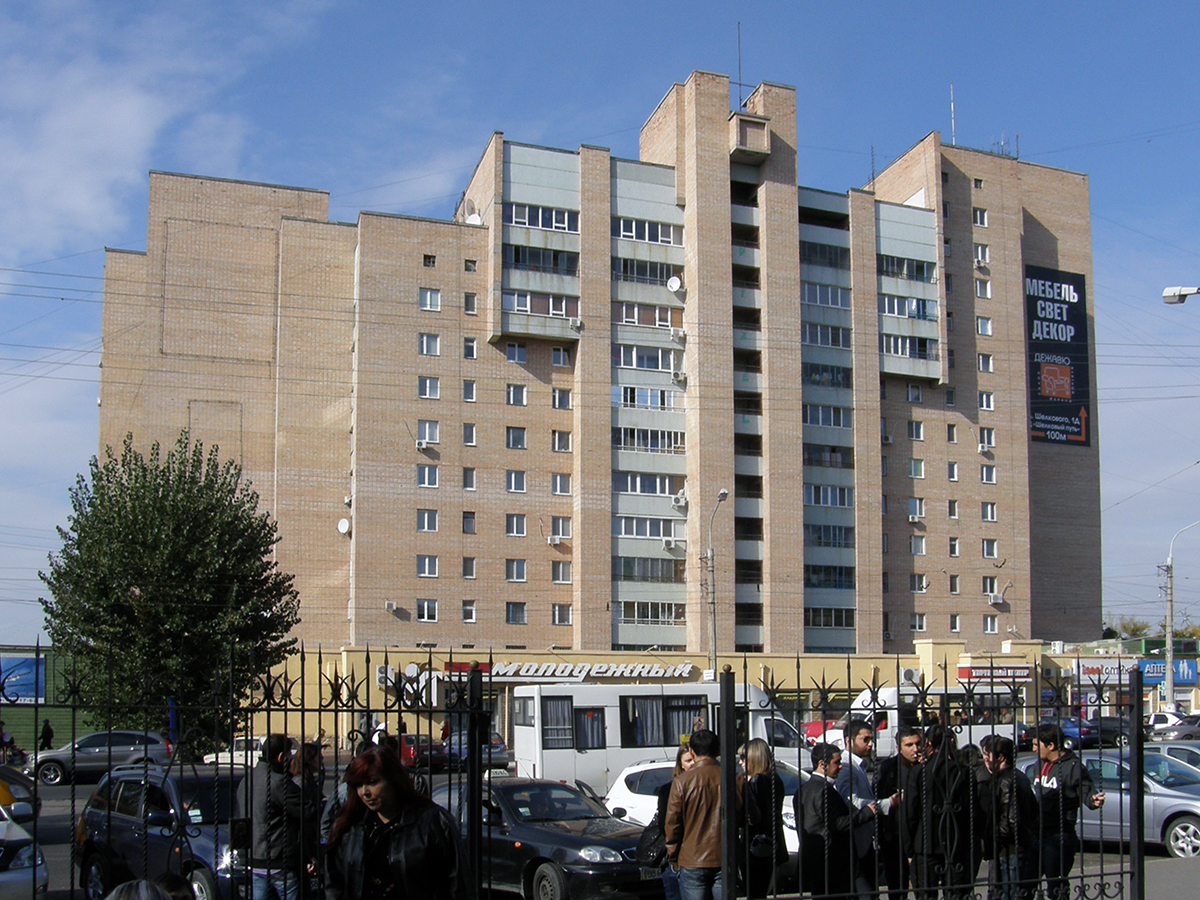
МЖК (молодёжный жилищный комплекс)

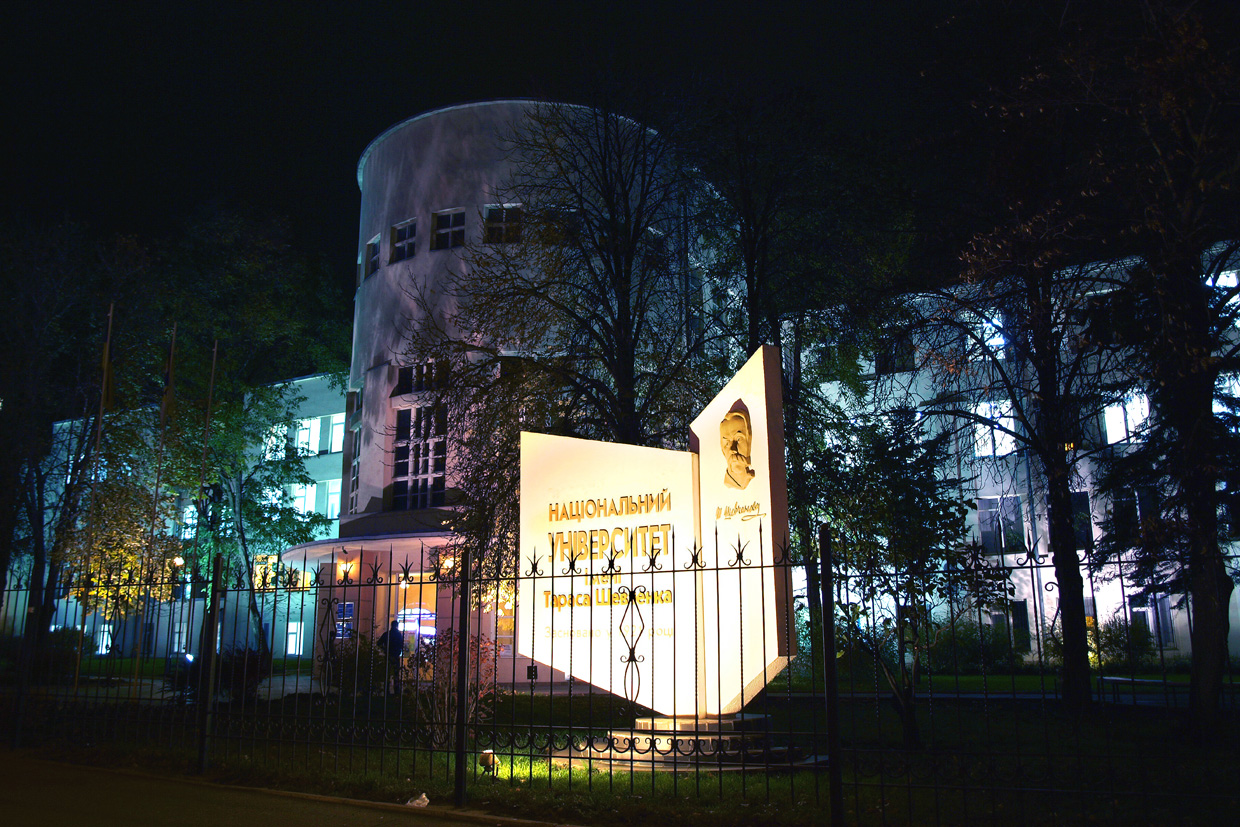
Луганский национальный университет имени Тараса Шевченко

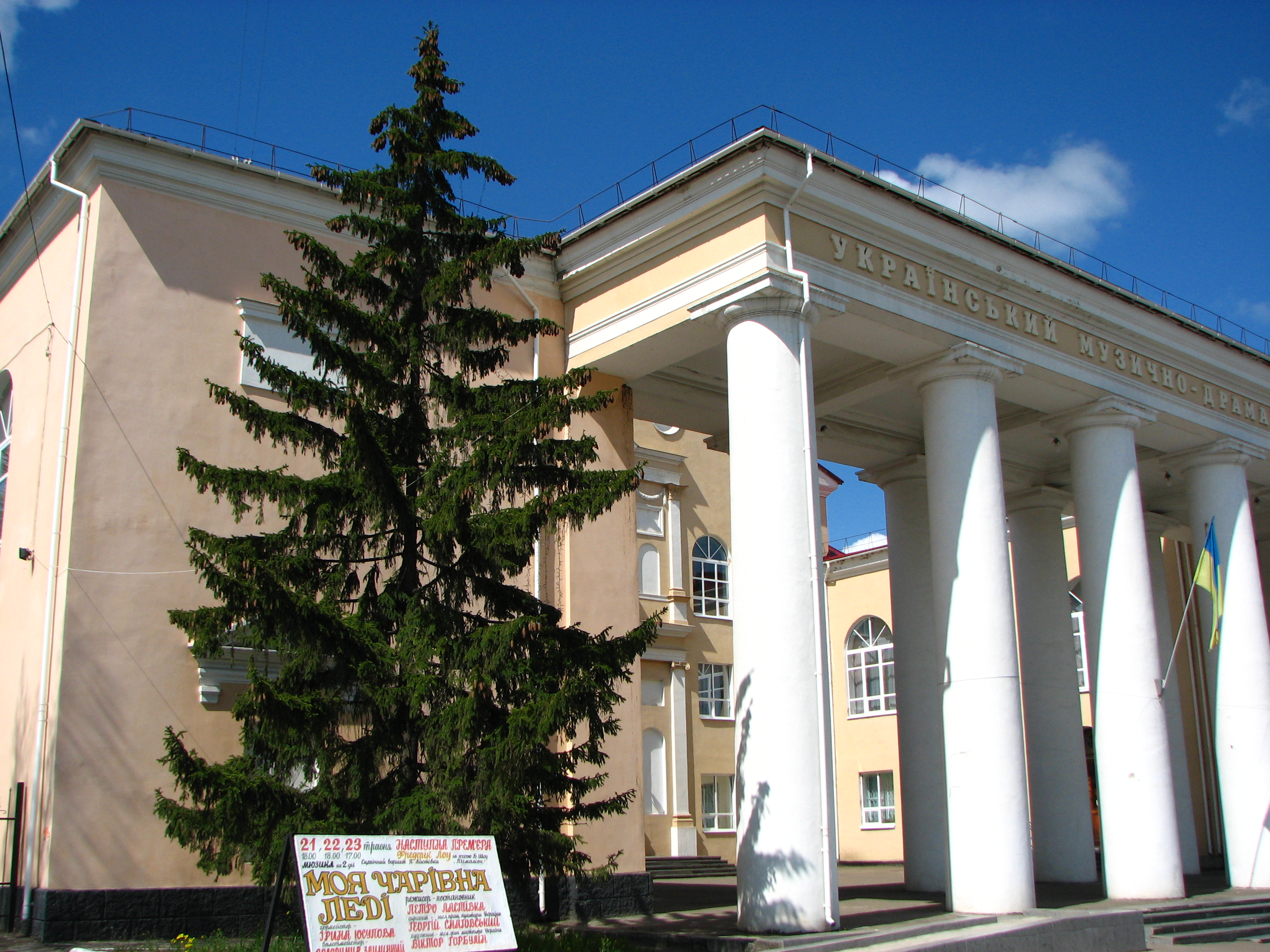
Луганский академический театр

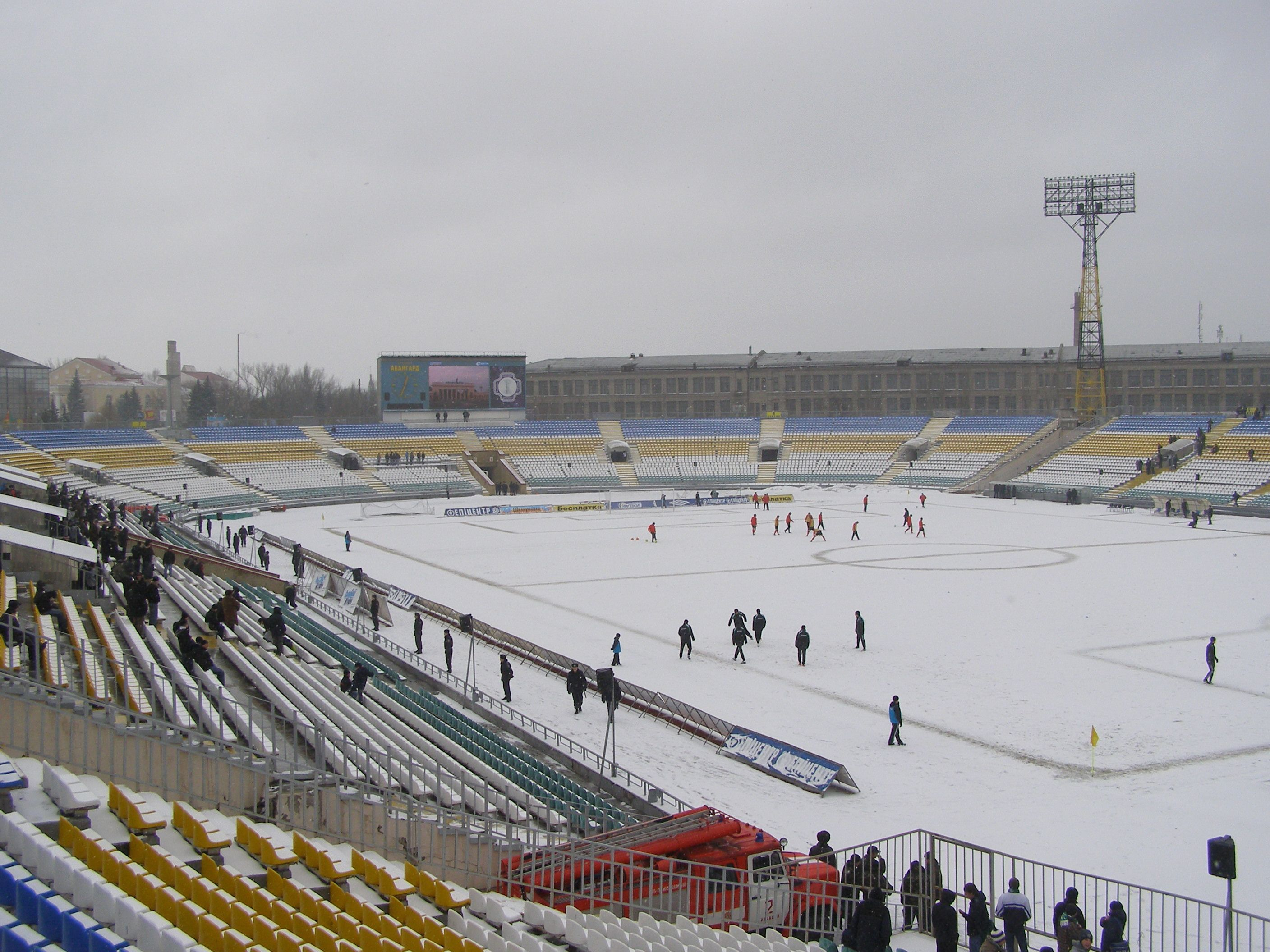
Стадион «Авангард»

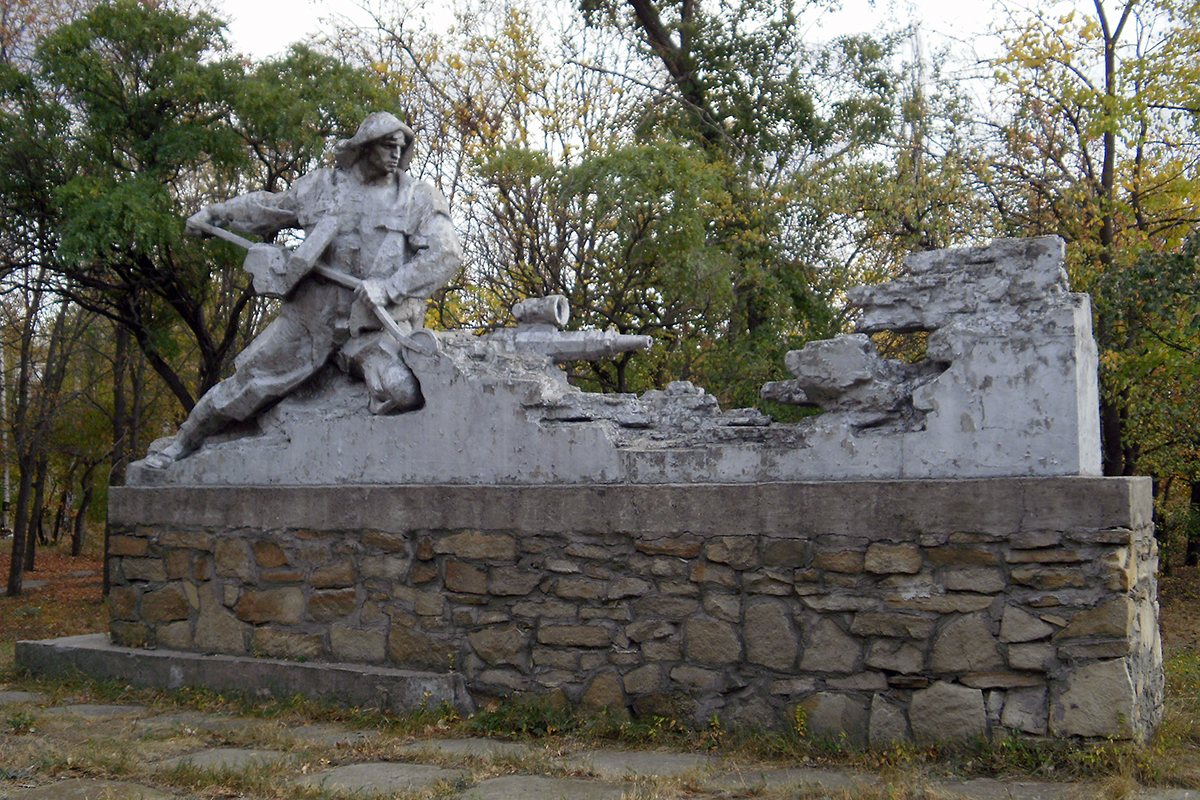
Памятник шахтёрам-гидромониторщикам

Весной 1919 году луганчане держали оборону Луганска под давлением наступающих с юга белогвардейцев. События Гражданской войны советская власть увековечила в топонимике города: квартал 50-летия обороны Луганска, площадь Обороны, а также ул. Оборонная.
Благодаря рассказу писателя Тараса Рыбаса родилась одна из самых известных местных легенд советской эпохи о «живой цепи» людей, которые передавали снаряды с патронного завода к Острой Могиле. Это расстояние составляет более 9 км, то есть, чтобы создать такую цепь нужно более 4,5 тыс. человек. Тем не менее, улица, по которой пролегала дорога к Острой Могиле, места ожесточенных боев с деникинцами, была названа «Оборонительной».
Улица, по которой возили на телегах патроны и снаряды на оборону Луганска, это в настоящем улица Челюскинцев, плавно переходящая в улицу Владимира Шевченко. Она начинается в районе патронного завода (в настоящем Завод им.Ленина), а заканчивается в районе Автовокзала. А вот, после того, как заканчивалась в районе теперешнего Автовокзала ул.Челюскинцев и начиналась эта людская цепь, которая передавала вооружение для оборонцев на руках, так как начиналась такая распутица, по которой средства тогдашнего транспорта становились бесполезны. Так что, никакая это не легенда. В Советское время было даже предложение назвать вышеописанную улицу именем Живой цепи. Но, как всегда, победили чьи-то личные амбиции...
Застройка улицы началась 13 ноября 1927 года с закладки нового здания ДИНО . В 1929 году свои двери распахнул Луганский национальный университет имени Тараса Шевченко. В 1930-х годах появился дворец культуры (теперь Луганский академический театр). В первой половине 1930-х г.г. был построен стадион имени Ворошилова. В 1936 году, после реконструкции, стадион стал одним из крупнейших в Донбассе (в годы войны стадион был полностью разрушен).
До 1938 года улица называлась – 16-я Линия, с 1938 года – улица Обороны.
В 1976 году был на улице открыт автовокзал, в 1978 году открылся крупнейший в области Дом книги, в 1984 году открылась крупнейшая в городе детская областная больница.

## Описание
На улице находятся:
- Завод «Луганские аккумуляторы»
- Горводоканал
- Луганская таможня
- Луганский национальный университет имени Тараса Шевченко
- Профессиональное кулинарное училище
- Строительное училище
- Луганское областное управление физического воспитания и спорта
- Бассейн «Юность»
- Городской автовокзал
- Луганский академический театр
- стадион «Авангард», открытый в марте 1951 году
- Кинотеатр «Русь»
- Мебельная фабрика
- Оптовый рынок (на месте бывшего таксопарка)
- Гостиница «Турист»
- Различные магазины, торговые центры и т. д.
- Дворец спорта ЛТК-Арена и спортивный комплекс "Старт"

## Памятники
В 1961 году возле здания «УкрНИИГидроуголь» был открыт памятник в честь шахтёров-гидромониторшиков. На постаменте стоит фигура горняка в рабочем костюме с гидромонитором в руках. Скульпторы В. Мухин, М. Можаев, П. Кизиев.
В 1967 году был установлен памятник Ф. Дзержинскому (скульпторы Федченко и М. Бунин, архитектор Б. Челомбитько). Впоследствии в сквере поставлен памятник погибшим пограничникам.
На городском кладбище с 1975 года находится Братская могила советских воинов, погибших во время освобождения Ворошиловграда в феврале 1943 года.
В районе автовокзала установлен памятник воинам-освободителям.
Возле театра возвышается стела с надписью: «„Борцам“ за коммунизм, что „борьбу“ познали».

## Трамвайная линия
6 ноября 1935 года по улице пустили трамвай № 5. В 1937 году была введена новая линия до Острой Могилы. Линия частично использовала железнодорожную ветку до авиашколы. Отдельной от неё трамвайная линия стала уже в следующем году. Пущен трамвай № 9. 4 ноября 1953 года продолжена линия маршрутов № 5 и № 6 до Мебельной фабрики. 4 ноября 1965 года до автовокзала пущен маршрут № 13. 8 мая 1973 года от автовокзала пустили трамвай № 8.
Теперь по улице Оборонной курсируют маршруты № 6, № 10, № 13 и № 15.
Со времен блокады 2014 года трамваи вообще не ходят, ввиду дефицита электроэнергии.